# Fondeadero Amenábar
Fondeadero Amenábar ist ein tiefer Naturhafen im Wilhelm-Archipel vor der Graham-Küste des Grahamlands auf der Antarktischen Halbinsel. Er liegt 5 km südöstlich der Quintana-Insel, 6,5 km nordöstlich der Betbeder-Inseln und 30 km westlich des Kap Tuxen.
Chilenische Wissenschaftler benannten ihn nach Adolfo Amenábar Castro, Kapitän des Tankers Rancagua bei der 11. Chilenischen Antarktisexpedition (1956–1957).